# Peter Hagoort
Peter Hagoort (19 de janeiro de 1954) é um linguista e neurocientista holandês. Um dos principais pesquisadores de neurobiologia da linguagem, estudou Psicologia e Biologia na Universidade de Utreque e Psicologia Experimental na Universidade de Radboud e foi diretor do Instituto Max Planck de Psicolinguística.
Os estudos de Hagoort usam técnicas de neuroimagem como a tomografia por emissão de pósitrons, a magnetoencefalografia e a ressonância magnética para estudar o processamento da linguagem no cérebro. Com isso, é possível investigar como se dá o processamento da fala por diferentes sujeitos, inclusive aqueles com distúrbios linguísticos (afasia, dislexia, autismo, entre outros). Ele está preocupado com as habilidades cognitivas e as implicações sociais da neurociência.
Membro da Academia Real das Artes e Ciências dos Países Baixos, da Academia Nacional de Ciências dos Estados Unidos e da Academia Europaea, Hagoort recebeu o título de doutor honorário pela Universidade de Glasgow e foi galardoado com o Prêmio Spinoza.

## Obras
- Peter Hagoort, Lea Hald, Marcel Bastiaansen, Karl Magnus Petersson: Integration of Word Meaning and World Knowledge in Language Comprehension. In: Science. Band 304, 2004, S. 438–441.
- R. M. Willems, A. Özyürek, P. Hagoort: When language meets action: The neural integration of gesture and speech. In: Cerebral Cortex. Band 17, 2007, S. 2322–2333.
- P. Hagoort, W. J. M. Levelt: The speaking brain. In: Science. Band 326, 2009, S. 372–373.
- L. Menenti, S. M. E. Gierhan, K. Segaert, P. Hagoort: Shared language: Overlap and segregation of the neuronal infrastructure for speaking and listening revealed by functional MRI. In: Psychological Science. Band 22, 2011, S. 1173–1182.
- R. Scheeringa, P. Fries, K. M. Petersson, R. Oostenveld, I. Grothe, D. G. Norris, M. C. Bastiaansen u. a.: Neuronal dynamics underlying high- and low-frequency EEG oscillations contribute independently to the human BOLD signal. In: Neuron. Band 69, 2011, S. 572–558.